# Gilău
Gilău [ˈd͡ʒiləu] (veraltet Gelău; deutsch Gela, ungarisch Gyalu) ist eine Gemeinde im Kreis Cluj in der Region Siebenbürgen in Rumänien.

## Geographische Lage

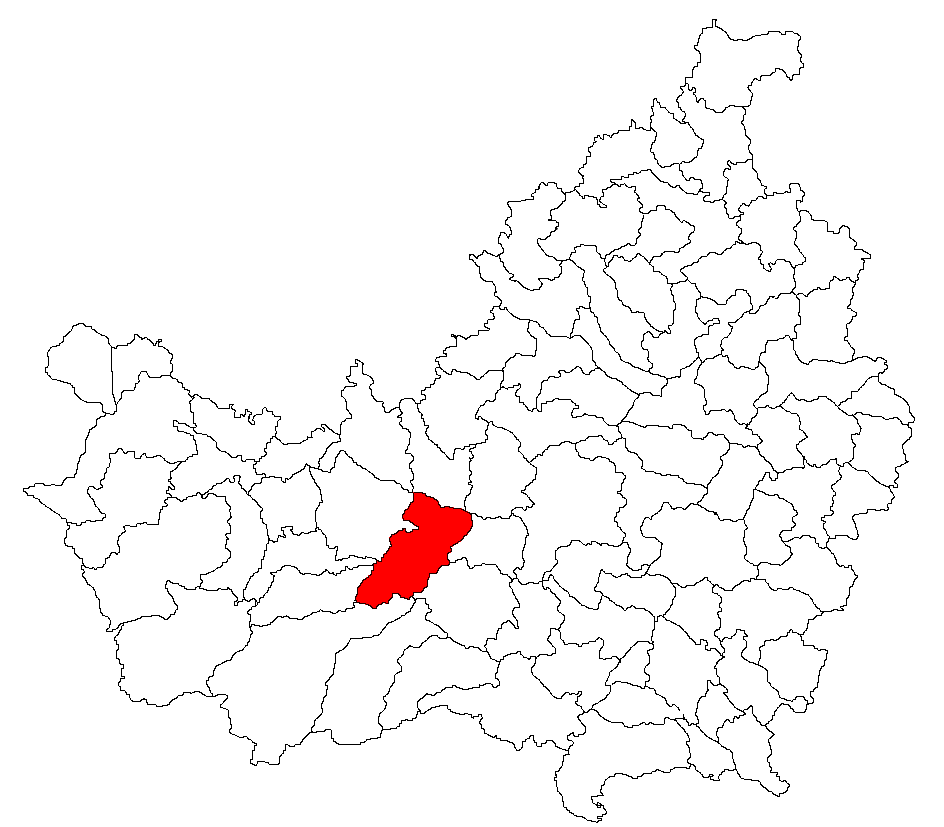
Lage der Gemeinde Gilău im Kreis Cluj

Die Gemeinde Gilău liegt im Westen des Siebenbürgischen Beckens im Somesch-Hochland (Podișul Someșelor) östlich der Gilăuer Berge. An der Mündung des Baches Căpuș in den Someșul Mic (Kleiner Somesch) und dem Drum național 1 – hier Teil der Europastraße 68 – befindet sich der Ort Gilău 14 Kilometer westlich von der Kreishauptstadt Cluj-Napoca (Klausenburg) entfernt.
Der Ort Gilău hat einen Anschluss an die Autobahn A3.

## Geschichte
Der Ort Gilău wurde erstmals 1246 urkundlich erwähnt. Beim Einfall der Tataren wurde der Ort, wo der siebenbürgische Bischof einen Herrenhof hatte, vollständig zerstört. Später siedelte der ungarische König Béla IV. vor allem Siebenbürger Sachsen an. Der römisch-katholische Bischof László Geréb erbaute hier im 15. Jahrhundert ein Schloss, welches nach mehreren Umbauten heute eine Sonderschule inmitten einer Parkanlage ist.
Nach Angaben des Rumänischen Ministeriums für Kultur und nationales Erbe geht eine Besiedlung des Ortes Gilău jedoch bis in die Jungsteinzeit zurück. Archäologische Grabungen auf dem Areal von den Einheimischen genannt Groapa lui Puri und Dâmbul Țiganilor deuten auf eine Besiedlung in die Bronzezeit, bei Dealul Cetății und im Schlosspark in die Frühgeschichte, da sich dort das römische Kastell Gilău befand.
Im Königreich Ungarn gehörte der Ort dem Stuhlbezirk Gyalu in der Gespanschaft Klausenburg anschließend dem historischen Kreis Cluj und ab 1950 dem heutigen Kreis Cluj an.

## Bevölkerung
Die Bevölkerung der Gemeinde Gilău entwickelte sich wie folgt:
| 1850 | 3.088 | 2.102 | 746   | 26 | 214              |
| 1930 | 5.278 | 3.950 | 1.015 | 15 | 298              |
| 1977 | 8.154 | 6.901 | 1.092 | 3  | 158              |
| 2002 | 7.861 | 6.559 | 743   | 1  | 558              |
| 2011 | 8.300 | 6.586 | 722   | -  | 992              |
| 2021 | 8.980 | 6.612 | 577   | 3  | 1.788 (820 Roma) |

Seit 1850 wurde auf dem Gebiet der heutigen Gemeinde die höchste Einwohnerzahl und die der Rumänen 1977 registriert. Die höchste Anzahl der Magyaren (1367) wurde 1941, die der Roma 2021 und die der Rumäniendeutschen 1850 ermittelt.

## Sehenswürdigkeiten
- Schloss Gilău, ursprünglich aus der Zeit um 1300, mehrfach umgebaut. Unter anderem Residenz der ungarischen Königin Isabella Jagiellonica. Im Schlosspark befinden sich die Ruinen des römischen Kastells Gilău.

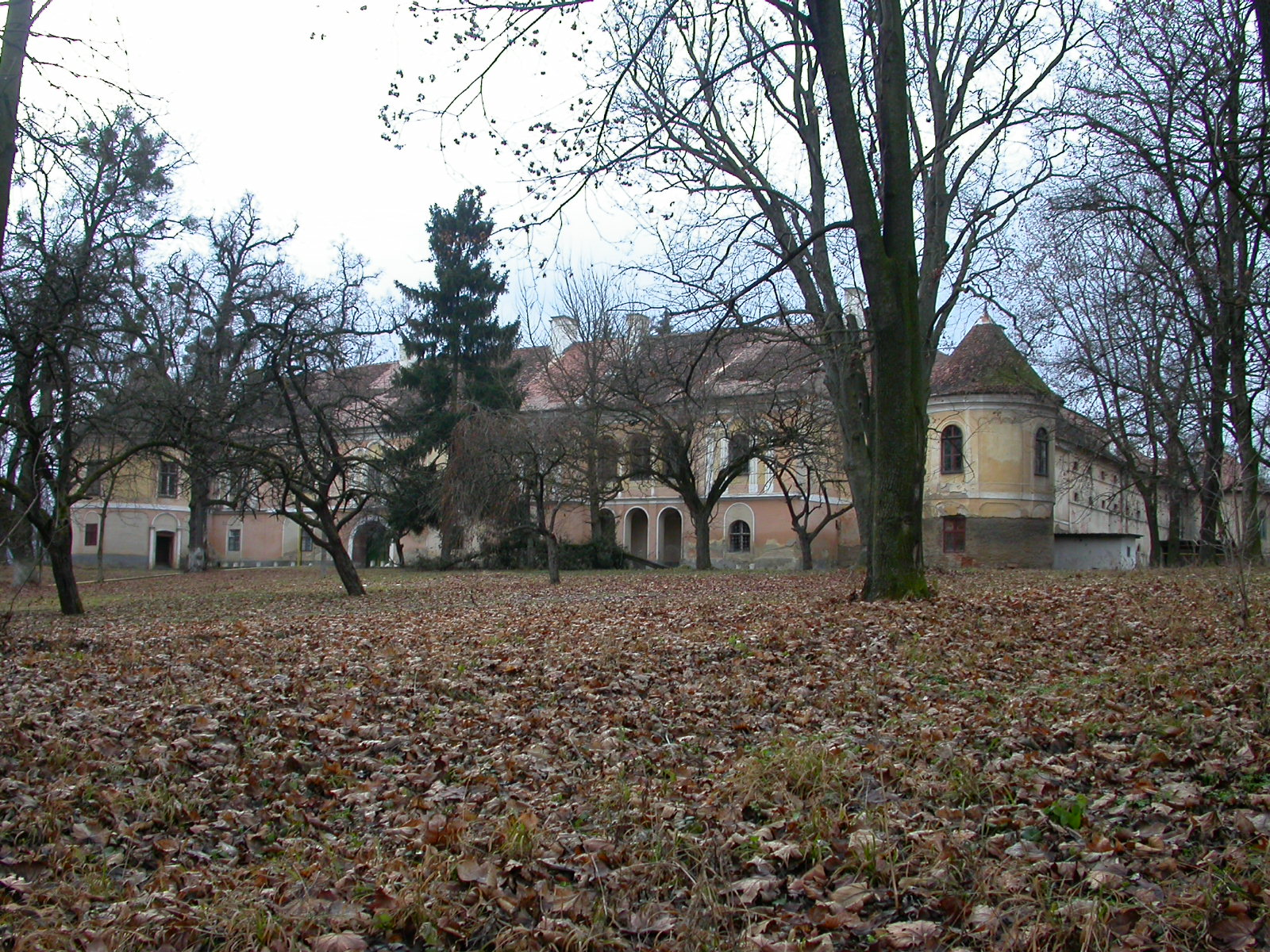
Schloss Gilău
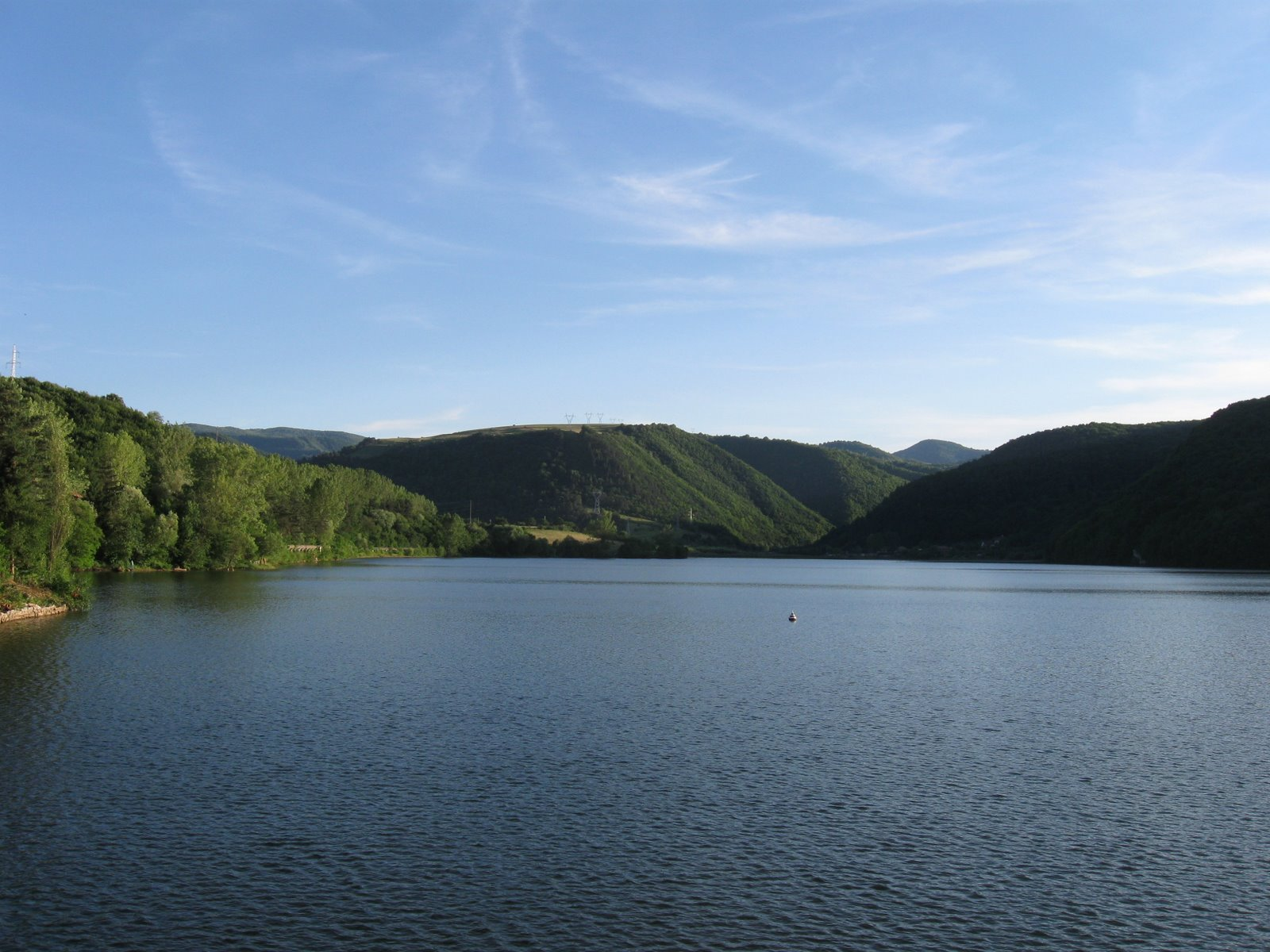
Gilăusee
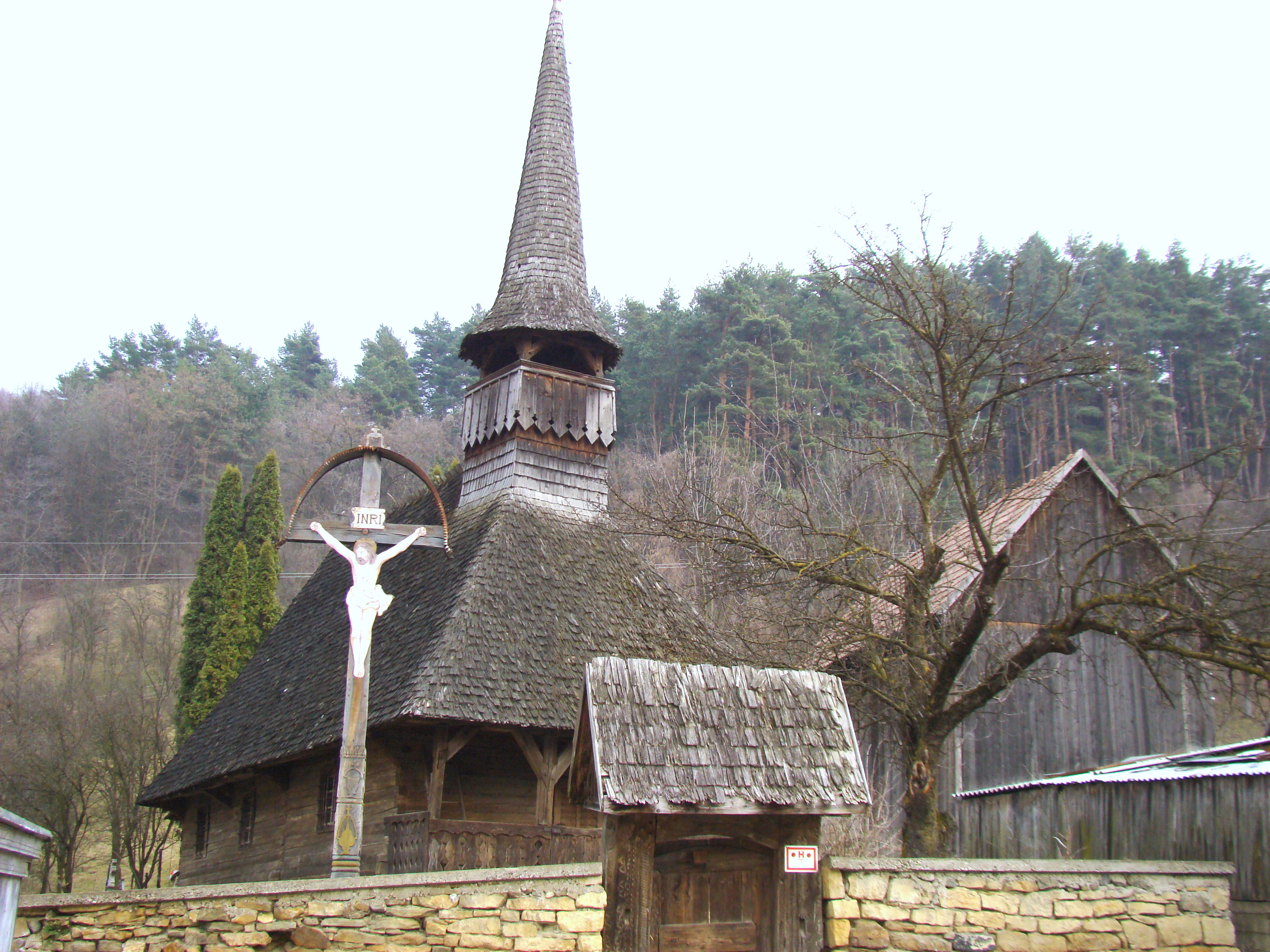
Holzkirche in Someșu Rece